# Aíto García Reneses
Alejandro García Reneses, connu sous Aíto García Reneses, né le 20 décembre 1946 à Madrid, est un entraîneur espagnol de basket-ball.
En 2008, il a mené l'Espagne en finale des Jeux olympiques face aux États-Unis. Avec le FC Barcelone, il a remporté à neuf reprises le championnat d'Espagne.

## Biographie
Le 11 mai 2014, Aíto García Reneses dirige son 1000e match de championnat d'Espagne (697 victoires, 303 défaites).
En 2020, à l'âge de 73 ans, il remporte la Coupe et le championnat d'Allemagne avec l'Alba Berlin. Il signe une prolongation d'une saison à son contrat avec l'ALBA Berlin en août 2020.
En août 2021, García Reneses annonce prendre une année sabbatique. Il est remplacé au poste d'entraîneur par Israel González (de), son adjoint.
En juillet 2022, il devient le nouvel entraîneur du Bàsquet Girona, club venant d'être promu en Liga ACB à la fin de la saison 2021-2022.

## Palmarès

### Club
Compétitions internationales
- Coupe des Coupes 1986
- Finaliste de l'Euroligue 1990, 1996, 1997
- Coupe Korać 1987, 1999
- Coupe ULEB 2008

Compétition nationales
- Champion d'Espagne (9) : 1987, 1988, 1989, 1990, 1995, 1996, 1997, 1999, 2001
- Coupe du Roi (5) : 1987, 1988, 1994, 2001 avec Barcelone, et 2008 avec Badalone
- Coupe du Prince des Asturies 1988
- Championnat d'Allemagne : 2020, 2021 avec l'Alba Berlin
- Coupe d'Allemagne : 2020 avec l'Alba Berlin

### Sélection nationale
- Médaille d'argent des jeux olympiques de 2008
- Médaille de bronze avec l'équipe d'Espagne des jeunes du championnat d'Europe 1979

### Distinction personnelle
- Nommé meilleur entraîneur de la saison 2018-2019 en EuroCoupe[6]
- Nommé meilleur entraîneur de la Liga ACB 1975-76, 1989-90 et 2005-06
- entraîneur de l'équipe ACB lors du All-Star Game ULEB 1994 à Valence
- entraîneur au All-Star Game de la Liga ACB 1986 et 1988